# Keilschwanz-Grüntaube

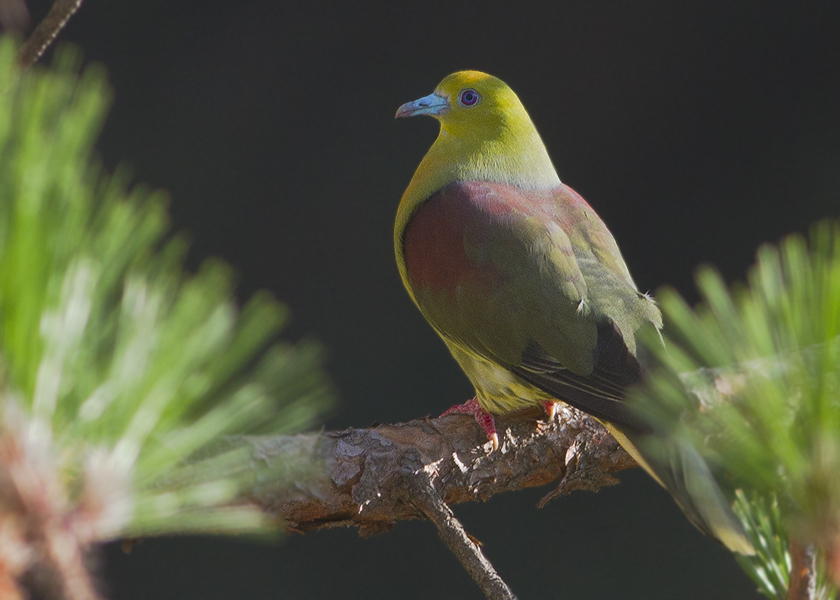
Keilschwanz-Grüntaube

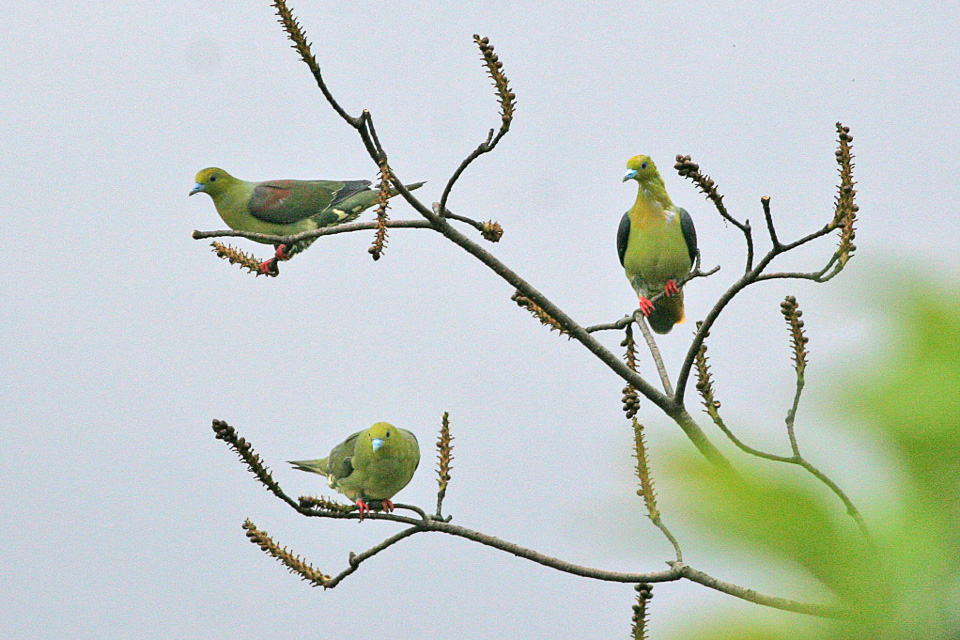
Keilschwanz-Grüntauben in einem Baumwipfel

Die Keilschwanz-Grüntaube (Treron sphenurus, Syn.: Treron sphenura), auch Keilschwanztaube genannt, ist eine Art der Taubenvögel. Sie ist in Vorgebirgen und Gebirgen Südostasiens in mehreren Unterarten verbreitet.
Die Bestandssituation der Keilschwanz-Grüntaube wurde 2016 in der Roten Liste gefährdeter Arten der IUCN als „Least Concern (LC)“ = „nicht gefährdet“ eingestuft.

## Erscheinungsbild
Die Keilschwanz-Grüntaube erreicht eine Körperlänge zwischen 30 und 35 Zentimeter. Sie ist eine mittelgroße, kompakt gebaute Taube, die etwas größer ist als eine Lachtaube. Auf den Schwanz entfallen zwischen 9,2 und 12,1 Zentimeter. Der Schnabel ist zwischen 1,7 und 2,1 Zentimeter lang. Der Geschlechtsdimorphismus ist gering ausgeprägt.

### Erscheinungsbild des Männchens
Beim Männchen sind die Stirn und die Zügel limonengrün, der Scheitel bis zur Krone ist individuell unterschiedlich orange überwaschen. Der Hals ist leuchtend grün und geht am Mantel in ein dunkles Grün über. Bei den meisten Individuen verläuft auf dem Mantel ein dunkel rotbraunes Band, in dem sich einzelne olivgraue Federn befinden. Die kleinen Flügeldecken sind dunkel rotbraun, die mittleren Flügeldecken sind bei frisch vermauserten Vögeln dunkelgrün mit einem schmalen zitronengelben Saum an den Außenfahnen. Die großen Flügeldecken sind schwarz mit einem dunkelgrünen Schimmer. Auch diese Federn sind an den Außenfahnen schmal zitronengelb gesäumt. Die Handschwingen sind schwärzlich mit schmalen weißen Säumen an den Außenfahnen. Die Handschwingen sind dunkel-olivgrün bis schwarz.
Der Rücken und die Oberschwanzdecken sind dunkelgrün. Bei dem keilförmig gestuften Schwanz sind die mittleren Steuerfedern dunkelgrün mit runden Enden. Die äußeren Steuerfedern sind graugrün mit einem diffusen schwarzen Band.
Das Kinn und die Kehle sind leuchtend grüngelb, die Ohrdecken sind etwas grünlicher. Die Brust ist gelblich orange, der Bauch grünlich gelb. Die Flanken sind etwas grauer, der Bürzel ist blassgelb, die Schenkel sind blassgelb mit einer dunkel olivgrünen Strichzeichnung, Die Unterschwanzdecken sind ungewöhnlich lang. Sie sind blass zimtfarben.
Die Iris ist rot bis rotbraun mit einem inneren blauen Ring. Der unbefiederte Orbitalring ist schmal und türkisfarben. Die Wachshaut und die Schnabelbasis sind türkisfarben bis leicht blau, die Schnabelspitze ist schieferblau. Die Füße sind leuchtend rot.

### Erscheinungsbild der Weibchen und Jungvögel
Die Weibchen ähneln in ihrem Gefieder den Männchen weitgehend. Ihnen fehlt jedoch der Orangeton auf dem Scheitel, der blaugraue Ton am Hinterhals und der rotbraune Ton auf Mantel und kleinen Flügeldecken. Die Brust ist dunkler und grünlicher. Es fehlt die orangefarbene Überwaschung. Die Unterschwanzdecken sind strohgelb mit dunkelgrünen Federschäften. Die Jungvögel ähneln den Weibchen. Die gelbe Federräumung ist bei ihnen breiter und auf der Körperoberseite sind sie leuchtend olivfarben.

## Verwechselungsmöglichkeiten
Im Verbreitungsgebiet der Keilschwanz-Grüntaube kommt auch die Siebold-Grüntaube vor, die ebenfalls zu den Grüntauben gehört. Diese weist große Ähnlichkeit mit der Keilschwanz-Grüntaube auf. Sie ist am einfachsten daran zu unterscheiden, dass sie einen weißen Bauch hat. Bei der Spitzschwanz-Grüntaube fehlt den Männchen der rotbraune Ton auf den kleinen Flügeldecken, der Schwanz ist grau und hebt sich deutlich von dem grünen Bürzel ab. Der unbefiederte Augenring ist deutlich breiter. Bei der Weißbauch-Grüntaube ist das mittlere Paar der Steuerfedern deutlich verlängert und dunkelgrün. Am Bauch befindet sich ein auffälliger weißer Fleck. Den Männchen fehlt der orange Ton auf dem Scheitel und an der Brust. Die Gelbbauch-Grüntaube hat ebenfalls ein verlängertes mittleres Steuerfederpaar, das spitz ausläuft. Die Steuerfedern sind dunkelgrau und heben sich deutlich von dem grünen Bürzel ab. Die Unterschwanzdecken sind leuchtend gelb, auf den Flügeldecken fehlen die gelben Säume. Der unbefiederte Augenring ist auch bei dieser Art deutlich breiter.

## Verbreitungsgebiet
Das Verbreitungsgebiet der Keilschwanz-Grüntaube ist disjunkt. Sie kommt im Norden Indiens sowie in Nepal, Bangladesch, im Südwesten von Sichuan, im Westen und Süden von Yunnan und im Westen von Guangxi vor. Sie ist außerdem in Thailand, Laos und Vietnam verbreitet. Davon isoliert ist die Population in Malaysia sowie die auf Sumatra, Java, Bali und Lombok. Sie ist gebietsweise häufig und in Höhenlagen häufig der einzige Vertreter der Grüntauben.
Die Keilschwanz-Grüntaube kommt bevorzugt in Gebirgswäldern vor und besiedelt auch die Höhenlagen, in denen nur noch Rhododendren wachsen. Ihre typische Höhenverbreitung umfasst Höhenlagen zwischen 1000 und 2800 Höhenmetern. Die Populationen auf der malaiischen Halbinsel sind jedoch bereits ab 750 Höhenmeter anzutreffen. Auf Java kommt sie noch auf 3000 Höhenmetern vor. Gelegentlich wandern Keilschwanz-Grüntauben auch in niedrigere Ebenen in den Vorgebirgen, um dort Nahrung zu suchen. Solche Höhenwanderungen, die bei vielen Grüntaubenarten zu beobachten sind, kommen vor allem im Himalajagebiet vor.

## Lebensweise
Die Keilschwanz-Grüntaube ist eine ausgesprochen gesellig lebende Art. Sie ist typischerweise in Trupps von 6 bis 15 Individuen anzutreffen und ist dabei auch mit anderen Grüntaubenarten wie beispielsweise der Spitzschwanz-Grüntaube vergesellschaftet. Sie ist gelegentlich sehr zutraulich. Das trifft vor allem auf die Vögel zu, die in ausgesprochenen Höhenlagen leben. Sie kommt nur selten auf den Boden, sondern hält sich überwiegend in Baumwipfeln auf, wo sie mit papageienartiger Geschicklichkeit in den Ästen klettert. Gelegentlich hängt sie auch kopfüber an den Ästen, um an einzelne Früchte zu gelangen. Auf den Boden kommt sie, um Grit oder mineralreiche Erde aufzunehmen oder um zu trinken. Sie ernährt sich von Früchten und Beeren. Eine große Rolle spielen in ihrer Ernährung kleine Feigen sowie Maulbeeren. Ihre Nahrungssuche konzentriert sie auf die frühen Morgen- und späten Nachmittagsstunden.

## Fortpflanzung
Die Balz ist bislang vor allem für in menschlicher Obhut gehaltenen Keilschwanz-Grüntauben beobachtet worden. Die Männchen hüpfen während der Balz mit geneigtem Kopf und geblähter Kehle von Ast zu Ast und haben dabei Flügel- und Schwanzfedern gespreizt. Das Nest besteht wie für Tauben typisch aus einer losen Plattform von Ästchen. Das Gelege umfasst zwei Eier. Aus in menschlicher Obhut gepflegten Individuen weiß man, dass sie Brutzeit 14 Tage beträgt und die Jungvögel im Alter von 12 Tagen das Nest verlassen. Beide Elternvögel sind an der Brut und der Aufzucht der Jungvögel beteiligt.

## Haltung
Die ersten Tauben dieser Art gelangten bereits 1867 nach Europa und wurden in England bald danach erfolgreich nachgezüchtet. Wegen ihrer pfeifenden Rufe wird diese Art in Indien häufiger als Ziervogel gehalten.